# 国立台南第一高級中学
国立台南第一高級中学（こくりつ たいなんだいいちこうきゅうちゅうがく）は、台湾台南市に位置する国立高級中学。略称は「台南一中」または「南一中」。1学年19クラス 合計57クラス。敷地面積は83,000平方メートル。

## 校史
1922年、台湾総督府は植民地教育の推進を目的に中学校を増設した。しかし、日本人と一般の台湾人では日本語習熟度が異なるため別系統の教育制度が採用された。一般的には校名に「一」を付す中学では日本人と日本語習熟度の高い台湾人を、「二」を付す中学では台湾人の教育を担当していた。
台南一中はこの時期に台南市竹園町一丁目（当時）に「台南州立台南第二中学校」として設立された。同時期に創立された中学校としては、「台北二中」（現在の成功中学）、台中一中（現在の台中一中）、新竹中学（現在の新竹中学）、高雄中学（現在の国立高雄中学）の4校がある。
1945年12月14日、芝原仙雄が校長を務めていた台南第二中学は日本の降伏により中華民国政府に移管され、蘇恵鏗が戦後最初の校長として著任する。また「台南州立台南第二中学校」から「台湾省立台南第一中学」と改称され、更に高中の国営化政策により「国立台南第一高級中学」と改められた。
現在台南一中は男子校となっている。戦後高中が新たに設立される以前、台湾南部の優秀な生徒を集め、また男子校であったために理工系に強い学風を生み出した。近年は台南や高雄に多くの高中が設置され、また教育部より高中進学振興政策の下、優秀な生徒を広く確保する観点から共学化が議論されている。
構内には日本統治時代に建築されたバロック様式の建築物が数多く保存されている。第二次世界大戦により戦災の被害を受けたが、現在では修復が完了し、台南市指定文化財として保護されている。

## 歴代校長

### 日本統治時代
1. 高橋隆（1922年5月1日 - 1927年3月31日）
2. 小形留吉（1927年4月1日 - 1933年3月31日）
3. 矢野速吉（1933年4月1日 - 1937年3月31日）
4. 後藤義光（1937年4月1日 - 1942年3月31日）
5. 今井盛太郎（1942年4月1日 - 1943年1月31日）
6. 芝原仙雄（1943年2月1日 - 1945年12月13日）

### 戦後
1. 蘇恵鏗（1945年12月14日 - 1956年7月30日）
2. 鄧芝如（1956年8月1日 - 1964年12月27日）
3. 金樹栄（1965年2月1日 - 1969年1月31日）
4. 李昇（1969年2月1日 - 1983年7月31日）
5. 史振鼎（1983年8月1日 - 1990年2月10日）
6. 許昭仁（1990年2月11日 - 1990年7月31日）(代理)
7. 黄炎祥（1990年8月1日 - 1998年7月30日）
8. 蔡勇（1998年8月1日 - 2001年2月20日）
9. 張逸羣（2001年2月21日 - 2009年7月31日）
10. 黄運生（2009年8月1日 - 2012年7月31日）
11. 張添唐（2012年8月1日 - 2019年7月31日）
12. 廖財固（2019年8月1日-現職）

## 校歌
蘇恵鏗 作詞 羅耀国 作曲
大海蒼蒼 高山昂昂 榕橋交拱 翠映我黌宮
海濱華胄 鄒魯文風 徳智體群 兮多士陶溶
勤読書 守秩序 思斉往哲 光文沈公
愛吾國 愛吾民 台南一中無負鄭成功

## 著名な出身者
- 陳水扁：前中華民国総統
- 陳錦芳：「寬容及和平文化大使」に就任
- 郭伯嘉：国立台南第二高級中学校長
- 黄大洲：中国テレビ董事長、華夏公司董事長、台北市元市長
- 黄昭堂：台湾独立連盟主席
- 簡明仁：大衆電脳集団董事長
- 頼明詔：中央研究院副院長
- 李安：映画監督
- 李鎮源：中央研究院院士
- 羅福全：台湾元駐日代表、亜東関係協会会長
- 沈富雄：元立法委員
- 史欽泰：国立清華大学科技管理派学院院長
- 林信義：行政院前副院長、工研院董事長
- 蘇正平：中央通訊社董事長、公共放送社長、前行政院新聞局局長
- 王金平：立法院院長、現任中国国民党立法委員
- 楊祥發：中央研究院植物所通訊研究員
- 侯文詠：医師、作家
- 李嗣涔：元台湾大学学長
- 黄志芳：外交部部長
- 蘇俊雄：司法院元大法官
- 陳計男：司法院元大法官
- 施文森：司法院元大法官
- 王和雄：司法院元大法官
- 楊秋興：元高雄県県長
- 田弘茂：外交部前部長
- 許嘉棟：財政部前部長
- 邱義仁：国安会秘書長、総統府前秘書長
- 陳師孟：中央銀行前副総裁、台北市前副市長、総統府前秘書長
- 李明亮：衛生署前署長、前慈済大学前学長
- 顔慶章：復華金控董事長、財政部前部長、駐WTO前代表
- 魏啓林：行政院前秘書長
- 夏特鈺：原能会主任委員
- 賀陳旦：中華電信董事長、交通部前次長
- 蔡文斌：台南市前副市長
- 周昌弘：中央研究院院士
- 楊逵：作家
- 張俊彦：国立交通大学学長
- 清原初男：元プロ野球選手